# Buisklokken
Buisklokken vormen een melodie-instrument uit de slagwerkfamilie, behorend tot de klasse van de idiofonen. Het instrument bestaat uit een reeks buizen in de volgorde van een chromatische toonladder. Met een kunststof of houten hamer wordt aan de bovenkant van de buizen geslagen. Met een stang kan een dempermechanisme worden bediend om de klank van de buizen te dempen. De buizen zijn van boven gesloten en van onderen open.
Buisklokken worden in de klassieke (programma)muziek vaak voorgeschreven om de klank van kerkklokken te imiteren. Dat is bijvoorbeeld het geval in buisklokkenpassages in de Ouverture 1812 van Tsjaikovski, de Symphonie fantastique van Berlioz en het symfonisch gedicht Le chasseur maudit van Franck.
Grote bekendheid hebben de buisklokken ook gekregen door het naar het instrument genoemde album Tubular Bells van Mike Oldfield.